# Microcancilla microscopica
Microcancilla microscopica là một loài ốc biển, là động vật thân mềm chân bụng sống ở biển trong họ Cancellariidae.